# Psychotria balansae
Psychotria balansae är en måreväxtart som beskrevs av Charles-Joseph Marie Pitard. Psychotria balansae ingår i släktet Psychotria och familjen måreväxter. Inga underarter finns listade i Catalogue of Life.